# Erik Neveu
Pour les articles homonymes, voir Neveu.
Pour l’article ayant un titre homophone, voir Éric Neveux.
 (décembre 2019).
Si vous disposez d'ouvrages ou d'articles de référence ou si vous connaissez des sites web de qualité traitant du thème abordé ici, merci de compléter l'article en donnant les références utiles à sa vérifiabilité et en les liant à la section « Notes et références ».
Erik Neveu, né le 28 août 1952, est un sociologue et politiste français. Il est professeur émérite à l'Institut d'études politiques de Rennes.

## Biographie
Ses travaux ont débuté par des études sur le rock (La Thématique idéologique de la pop-musique, 1975) et, en 1981, une thèse sur l'idéologie dans les romans d'espionnage français (S.A.S, etc.). Ses recherches suivantes ont souvent porté sur les enjeux politiques et sociaux des pratiques culturelles.
Il est l'auteur en 2003 d'un manuel de la collection Repères, Introduction aux Cultural Studies, avec Armand Mattelart.
Dans Sociologie des mouvements sociaux (1996) il dresse un panorama de ce domaine d'étude, aussi bien dans la tradition francophone qu'anglophone. Cet ouvrage présentait un intérêt certain dans la mesure où la plupart des ouvrages des chercheurs anglophones sur ce sujet n'étaient pas encore traduits.
En 2009, il publie une introduction aux Gender Studies avec la sociologue et politiste Christine Guionnet dans Féminins / Masculins. Sociologie du genre.
Il a été doyen de la Faculté de droit et de science politique de l'université de Rennes 1, puis directeur de Sciences Po Rennes de 2004 à 2009.

## Publications
- L'idéologie dans le roman d'espionnage, Paris, Presses de la Fondation nationale des sciences politiques, 1985
- Regards sur la fraude fiscale, direction avec Loïc Cadiet, Paris, Economica, 1986
- Espaces publics Mosaïques. Acteurs, arènes et rhétoriques des débats publics contemporains, avec Bastien François, Rennes, Presses universitaires de Rennes, 1999
- Sociologie du journalisme, Paris, La Découverte, coll. « Repères », 2001 (1re édition)
- Une société de communication ?, Paris, Éditions Montchrestien, coll. « Clefs », 1997 (4e édition en 2006)
- Political Journalism. New Challenges, New Practices, avec Raymond Kuhn, New York et Londres, Routledge, 2002
- Introduction aux Cultural Studies, avec Armand Mattelart, Paris, La Découverte, coll. « Repères », 2003
- Norbert Elias et la théorie de la civilisation : lectures et critiques, direction avec Yves Bonny et Jean-Manuel de Queiroz, Rennes, Presses universitaires de Rennes, 2003
- Sociologie du journalisme, Paris, La Découverte, coll. « Repères », 2004 (2e édition)
- Bourdieu and the Journalistic Field, direction avec Rodney Benson, Cambridge, Polity Press, 2004
- Lire le noir : enquêtes sur les lecteurs de récits noirs, avec Annie Collovald, Paris, Bibliothèque publique d'information, 2004
- Sociologie des mouvements sociaux, La Découverte (Repères), Paris, 1996, 4e édition en 2004
- Féminins / Masculins. Sociologie du genre, avec Christine Guionnet, Amand Colin (U2), Paris, 2009 (2e édition)
- Sociologie du journalisme, Paris, La Découverte (Repères), 2009, (3e édition)
- Avec Delphine Dulong et Christine Guionnet (dir.), Boys don't cry! Les coûts de la domination masculine. Presses universitaires de Rennes, 2012.
- Les mots de la communication politique, 2012, Presses universitaires du Mirail
- Sociologie du journalisme, Paris, La Découverte (Repères), 2013, (4e édition)
- Sociologie des problèmes publics, Paris, Armand Colin (U), 2015.
- Avec Pierre Leroux (dir.), En Immersion. Pratiques intensives du terrain en journalisme, littérature et Sciences sociales, Presses Universitaires de Rennes, 2017.
- Avec Brigitte Le Grignou, Sociologie de la télévision. La Découverte, 2017.
- Avec Thomas Frinault et Christian Le Bart (dir.), Nouvelle sociologie politique de la France, Armand Colin, Paris, 2021.